# 鳥羽志勢広域連合

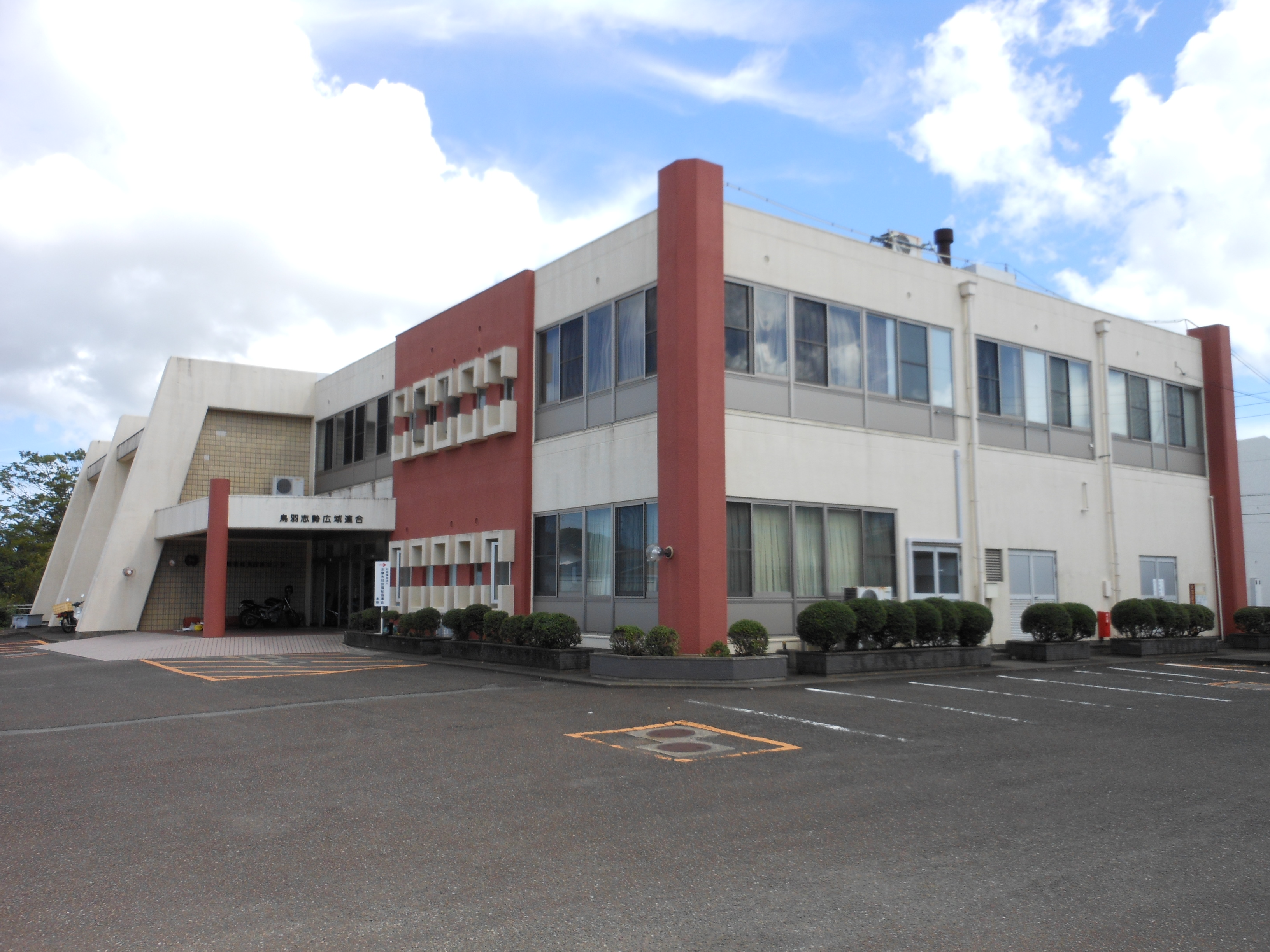
鳥羽志勢広域連合事務所
磯部農業就業改善センター内

鳥羽志勢広域連合（とばしせいこういきれんごう）は三重県志摩地方の2市1町で構成される広域連合である。

## 組織概要
- 加入自治体：三重県鳥羽市、志摩市、度会郡南伊勢町
- 人口66,743人、面積528.16km²、人口密度126人/km²。（2025年2月1日、推計人口）
- 圏域世帯数：35,147世帯（平成17年国勢調査）
- 連合事務所：〒517-0214 三重県志摩市磯部町迫間22（磯部農業就業改善センター内）
- 連合長：橋爪政吉志摩市長
- 連合議会：定数14名

## 沿革
- 1999年（平成11年）4月1日 - 当時の鳥羽市、志摩郡磯部町・阿児町・浜島町・大王町・志摩町、度会郡南勢町・南島町の1市7町で結成。
- 2004年10月1日 - 志摩郡の全町が合併して志摩市になったことにより、構成市町が2市2町となる。
- 2005年10月1日 - 南勢町と南島町が合併して南伊勢町となったことにより、構成市町が2市1町となる。

## 主な事業
連合事務所は総務課・環境課・介護保険課の3つを設置し、以下の事業を行っている。

### 環境
- 鳥羽志勢クリーンセンター - し尿処理場。鳥羽市白木町にある。
- さいたエコ・センター - ペットボトル・紙などの資源ごみの選別・圧縮。南伊勢町斎田にある。

### 介護保険
この事業には南伊勢町は参加していない。
- 要介護・要支援認定
- 介護保険事業計画
- 高齢者福祉計画

など

## 課題
- 鳥羽志勢クリーンセンターの建設にあたっては、何度も建設予定地の反対に遭い、ようやく現在の鳥羽市白木町に建設された。また入札では、落札した業者の談合が発覚、2008年12月8日に4億8000万円を支払うことで連合と業者の和解が成立した。[1]更に、談合の口止め料恐喝で逮捕者が出る[2]など、本件は大きな問題を残した。